# Campionato mondiale di hockey su ghiaccio Under-18 2010
Il 12º Campionato mondiale di hockey su ghiaccio U-18 è stato assegnato dall'International Ice Hockey Federation alla Bielorussia, che lo ha ospitato a Minsk e a Babrujsk nel periodo tra il 13 e il 23 aprile 2010. Le partite giocate a Minsk si sono disputate all'interno del Minsk Sports Palace, mentre i match giocati a Babruysk si sono svolti nella Babruysk Arena. Nella finale gli Stati Uniti si sono aggiudicati per il secondo anno consecutivo il titolo battendo la Svezia con il punteggio di 3-1. Dalla nascita del Campionato mondiale di hockey su ghiaccio maschile U-18 nel 1999 per gli Stati Uniti si tratta del quinto successo; per la Svezia invece si tratta del miglior piazzamento di sempre. Al terzo posto è giunta la Finlandia, che ha avuto la meglio sulla Russia per 5-1.

## Campionato di gruppo A

### Partecipanti
Al torneo prendono parte 10 squadre:
| 8 dall'Europa     | Bielorussia | Finlandia   |
| 8 dall'Europa     | Lettonia    | Rep. Ceca   |
| 8 dall'Europa     | Russia      | Slovacchia  |
| 8 dall'Europa     | Svezia      | Svizzera    |
| 2 dal Nordamerica | Canada      | Stati Uniti |

### Gironi preliminari
Le dieci squadre partecipanti sono state divise in due gironi da 5 cinque squadre ciascuno: le compagini che si classificano al primo posto nel rispettivo girone si qualificano direttamente alle semifinali. La seconda e la terza classifica di ciascun raggruppamento disputano invece i quarti di finale. La quarta e la quinta giocano infine un ulteriore girone al termine del quale le ultime due classificate vengono retrocesse in Prima Divisione.

#### Girone A
| Babrujsk 13 aprile 2010, ore 15:00 UTC+3 | Canada | 1 – 3 (0-2; 1-0; 0-1) referto | Svizzera | Babrujsk Arena (2.100 spett.) |

| Babrujsk 13 aprile 2010, ore 19:00 UTC+3 | Svezia | 4 – 2 (0-1; 1-1; 3-0) referto | Stati Uniti | Babrujsk Arena (4.100 spett.) |

| Babrujsk 14 aprile 2010, ore 15:30 UTC+3 | Svizzera | 1 – 5 (1-1; 0-2; 0-2) referto | Stati Uniti | Babrujsk Arena (2.700 spett.) |

| Babrujsk 14 aprile 2010, ore 19:00 UTC+3 | Svezia | 7 – 0 (0-0; 5-0; 2-0) referto | Bielorussia | Babrujsk Arena (6.200 spett.) |

| Babrujsk 15 aprile 2010, ore 19:00 UTC+3 | Bielorussia | 3 – 11 (1-4; 2-2; 0-5) referto | Canada | Babrujsk Arena (7.000 spett.) |

| Babrujsk 16 aprile 2010, ore 15:30 UTC+3 | Svizzera | 2 – 10 (0-2; 1-4; 1-4) referto | Svezia | Babrujsk Arena (2.000 spett.) |

| Babrujsk 16 aprile 2010, ore 19:00 UTC+3 | Stati Uniti | 5 – 0 (3-0; 1-0; 1-0) referto | Canada | Babrujsk Arena (4.500 spett.) |

| Babrujsk 17 aprile 2010, ore 19:00 UTC+3 | Bielorussia | 2 – 3 (0-2; 1-0; 1-1) referto | Svizzera | Babrujsk Arena (6.500 spett.) |

| Babrujsk 18 aprile 2010, ore 15:30 UTC+3 | Canada | 4 – 5 (0-2; 0-2; 4-1) referto | Svezia | Babrujsk Arena (3.500 spett.) |

| Babrujsk 18 aprile 2010, ore 19:00 UTC+3 | Stati Uniti | 7 – 1 (2-0; 3-1; 2-0) referto | Bielorussia | Babrujsk Arena (7.000 spett.) |

| Pos. |             | PG | V | VOT | POT | P | GF | GS | DR  | Pt | Accede a             |
| 1.   | Svezia      | 4  | 4 | 0   | 0   | 0 | 26 | 8  | +18 | 12 | Semifinali           |
| 2.   | Stati Uniti | 4  | 3 | 0   | 0   | 1 | 18 | 6  | +12 | 9  | Quarti di finale     |
| 3.   | Svizzera    | 4  | 2 | 0   | 0   | 2 | 9  | 18 | -9  | 6  | Quarti di finale     |
| 4.   | Canada      | 4  | 1 | 0   | 0   | 3 | 16 | 16 | 0   | 3  | Girone Retrocessione |
| 5.   | Bielorussia | 4  | 0 | 0   | 0   | 4 | 6  | 28 | -22 | 0  | Girone Retrocessione |

#### Girone B
| Minsk 13 aprile 2010, ore 15:00 UTC+3 | Finlandia | 7 – 2 (2-1; 4-1; 1-0) referto | Lettonia | Minsk Sports Palace (450 spett.) |

| Minsk 9 aprile 2010, ore 19:00 UTC+3 | Rep. Ceca | 1 – 4 (0-1; 1-1; 0-2) referto | Russia | Minsk Sports Palace (2.300 spett.) |

| Minsk 14 aprile 2010, ore 15:30 UTC+3 | Lettonia | 0 – 9 (0-2; 0-4; 0-3) referto | Russia | Minsk Sports Palace (2.000 spett.) |

| Minsk 14 aprile 2010, ore 19:00 UTC+3 | Rep. Ceca | 4 – 3 (1-0; 2-0; 1-3) referto | Slovacchia | Minsk Sports Palace (2.600 spett.) |

| Minsk 15 aprile 2010, ore 19:00 UTC+3 | Slovacchia | 2 – 5 (0-1; 2-1; 0-3) referto | Finlandia | Minsk Sports Palace (2.500 spett.) |

| Minsk 16 aprile 2010, ore 15:30 UTC+3 | Lettonia | 4 – 5 (0-1; 1-2; 3-2) referto | Rep. Ceca | Minsk Sports Palace (2.500 spett.) |

| Minsk 16 aprile 2010, ore 19:00 UTC+3 | Russia | 4 – 5 (1-1; 0-2; 3-2) referto | Finlandia | Minsk Sports Palace (3.000 spett.) |

| Minsk 17 aprile 2010, ore 19:00 UTC+3 | Slovacchia | 4 – 3 (1-0; 2-1; 1-2) referto | Lettonia | Minsk Sports Palace (3.100 spett.) |

| Minsk 18 aprile 2010, ore 15:30 UTC+3 | Russia | 3 – 1 (3-1; 0-0; 0-0) referto | Slovacchia | Minsk Sports Palace (3.100 spett.) |

| Minsk 18 aprile 2010, ore 19:00 UTC+3 | Finlandia      | 3 – 3 (d.t.s.) (0-1; 1-2; 2-0; 0-0) referto | Rep. Ceca | Minsk Sports Palace (3.000 spett.) |
| Shootout 1 – 0                        |                |                                             |           |                                    |
|                                       |                |                                             |           |                                    |
|                                       | Shootout 1 – 0 |                                             |           |                                    |

| Pos. |            | PG | V | VOT | POT | P | GF | GS | DR  | Pt | Accede a             |
| 1.   | Finlandia  | 4  | 3 | 1   | 0   | 0 | 21 | 11 | +10 | 11 | Semifinali           |
| 2.   | Russia     | 4  | 3 | 0   | 0   | 1 | 20 | 7  | +13 | 9  | Quarti di finale     |
| 3.   | Rep. Ceca  | 4  | 2 | 0   | 1   | 1 | 13 | 15 | -2  | 7  | Quarti di finale     |
| 4.   | Slovacchia | 4  | 1 | 0   | 0   | 3 | 10 | 15 | -5  | 3  | Girone Retrocessione |
| 5.   | Lettonia   | 4  | 0 | 0   | 0   | 4 | 9  | 25 | -16 | 0  | Girone Retrocessione |

### Girone per non retrocedere
Le ultime due classificate di ogni raggruppamento si sfidano in un girone all'italiana di sola andata. Le prime due classificate guadagnano la permanenza nel Gruppo A, mentre le ultime vengono retrocesse in Prima Divisione. Le sfide tra squadre provenienti dallo stesso girone si disputano, ma tutte le squadre ereditano i punti e la differenza reti delle partite precedentemente giocate. Pertanto Canada e Slovacchia partono da 3 punti in virtù delle vittorie rispettivamente su Bielorussia e Lettonia.
| Babrujsk 20 aprile 2010, ore 19:00 UTC+3 | Slovacchia | 5 – 1 (1-0; 2-1; 2-0) referto | Bielorussia | Babrujsk Arena (6.000 spett.) |

| Babrujsk 21 aprile 2010, ore 19:00 UTC+3 | Canada | 5 – 1 (2-0; 1-1; 2-0) referto | Lettonia | Babrujsk Arena (3.200 spett.) |

| Babrujsk 22 aprile 2010, ore 15:30 UTC+3 | Canada | 4 – 2 (4-0; 0-1; 0-1) referto | Slovacchia | Babrujsk Arena (2.000 spett.) |

| Babrujsk 22 aprile 2010, ore 19:00 UTC+3 | Bielorussia    | 4 – 5 (d.t.s.) (1-1; 1-2; 2-1; 0-0) referto | Lettonia | Babrujsk Arena (6.000 spett.) |
| Shootout 1 – 3                           |                |                                             |          |                               |
|                                          |                |                                             |          |                               |
|                                          | Shootout 1 – 3 |                                             |          |                               |

| Pos. |             | PG | V | VOT | POT | P | GF | GS | DR  | Pt |
| 1.   | Canada      | 3  | 3 | 0   | 0   | 0 | 20 | 6  | +14 | 9  |
| 2.   | Slovacchia  | 3  | 2 | 0   | 0   | 1 | 11 | 8  | +3  | 6  |
| 3.   | Lettonia    | 3  | 0 | 1   | 0   | 2 | 9  | 13 | -4  | 2  |
| 4.   | Bielorussia | 3  | 0 | 0   | 1   | 2 | 8  | 21 | -13 | 1  |

### Fase ad eliminazione diretta
|  | Quarti di finale | Quarti di finale | Quarti di finale |  |  | Semifinali | Semifinali  | Semifinali |  |  | Finali          | Finali          | Finali          |
|  |                  |                  |                  |  |  |            |             |            |  |  |                 |                 |                 |
|  |                  |                  |                  |  |  | B1         | Finlandia   | 0          |  |  |                 |                 |                 |
|  | A2               | Stati Uniti      | 6                |  |  | A2         | Stati Uniti | 5          |  |  |                 |                 |                 |
|  | B3               | Rep. Ceca        | 0                |  |  |            |             |            |  |  | A2              | Stati Uniti     | 3               |
|  |                  |                  |                  |  |  |            |             |            |  |  | A1              | Svezia          | 1               |
|  |                  |                  |                  |  |  | A1         | Svezia      | 3          |  |  |                 |                 |                 |
|  | B2               | Russia           | 4                |  |  | B2         | Russia      | 1          |  |  | Finale 3° posto | Finale 3° posto | Finale 3° posto |
|  | A3               | Svizzera         | 3                |  |  |            |             |            |  |  | B1              | Finlandia       | 5               |
|  |                  |                  |                  |  |  |            |             |            |  |  | B2              | Russia          | 1               |

#### Quarti di finale
| Minsk 20 aprile 2010, ore 15:30 UTC+3 | Stati Uniti | 6 – 0 (2-0; 3-0; 1-0) referto | Rep. Ceca | Minsk Sports Palace (3.000 spett.) |

| Minsk 20 aprile 2010, ore 19:00 | Russia | 4 – 3 (2-0; 1-0; 1-3) referto | Svizzera | Minsk Sports Palace (3.200 spett.) |

#### Semifinali
| Minsk 21 aprile 2010, ore 15:30 UTC+3 | Finlandia | 0 – 5 (0-1; 0-2; 0-2) referto | Stati Uniti | Minsk Sports Palace (1.200 spett.) |

| Minsk 21 aprile 2010, ore 19:00 UTC+3 | Svezia | 3 – 1 (1-1; 0-0; 2-0) referto | Russia | Minsk Sports Palace (3.150 spett.) |

#### Finale per il 5º posto
| Minsk 22 aprile 2010, ore 19:00 UTC+3 | Rep. Ceca | 5 – 6 (0-1; 4-4; 1-1) referto | Svizzera | Minsk Sports Palace (2.200 spett.) |

#### Finale per il 3º posto
| Minsk 23 aprile 2010, ore 15:00 UTC+3 | Finlandia | 5 – 1 (0-0; 1-0; 4-1) referto | Russia | Minsk Sports Palace (2.220 spett.) |

#### Finale
| Minsk 23 aprile 2010, ore 19:00 UTC+3 | Stati Uniti | 3 – 1 (1-0; 2-0; 0-1) referto | Svezia | Minsk Sports Palace (12.820 spett.) |

### Classifica marcatori
| Giocatore        | PG | G  | A | Pt | +/- | MP |
| ---------------- | -- | -- | - | -- | --- | -- |
| Teemu Pulkkinen  | 6  | 10 | 5 | 15 | -2  | 10 |
| Johan Larsson    | 5  | 6  | 8 | 14 | +8  | 0  |
| Mikael Granlund  | 6  | 4  | 9 | 13 | 0   | 4  |
| Ludvig Rensfeldt | 6  | 6  | 6 | 12 | +7  | 4  |
| Evgeni Kuznetsov | 7  | 5  | 7 | 12 | +8  | 6  |
| Adam Clendening  | 7  | 3  | 7 | 10 | +9  | 4  |
| Nick Shore       | 7  | 3  | 7 | 10 | +7  | 0  |
| Rocco Grimaldi   | 7  | 2  | 8 | 10 | +6  | 6  |
| Jordan Weal      | 6  | 3  | 6 | 9  | +8  | 30 |
| Sergei Barbashev | 7  | 2  | 6 | 8  | +5  | 6  |

### Classifica portieri
| Giocatore         | Min    | TC  | GS | SO | MGS  | Sv%   |
| ----------------- | ------ | --- | -- | -- | ---- | ----- |
| Jack Campbell     | 359:39 | 143 | 5  | 3  | 0.83 | 96.50 |
| Johan Gustafsson  | 238:10 | 98  | 8  | 0  | 2.02 | 91.84 |
| Andrėj Vasileŭski | 272:03 | 116 | 12 | 1  | 2.65 | 89.66 |
| Dominik Riecicky  | 359:38 | 190 | 20 | 0  | 3.34 | 89.47 |
| Calvin Pickard    | 313:50 | 141 | 15 | 0  | 2.87 | 89.36 |

### Classifica finale
| Pos | Squadra     |
| --- | ----------- |
| 1   | Stati Uniti |
| 2   | Svezia      |
| 3   | Finlandia   |
| 4   | Russia      |
| 5   | Svizzera    |
| 6   | Rep. Ceca   |
| 7   | Canada      |
| 8   | Slovacchia  |
| 9   | Lettonia    |
| 10  | Bielorussia |

| Promosse nel Gruppo A:         | Norvegia | Germania    |
| Retrocesse in Prima divisione: | Lettonia | Bielorussia |

#### Riconoscimenti
Riconoscimenti individuali
| Premio             | Giocatore       |
| ------------------ | --------------- |
| Miglior portiere   | Jack Campbell   |
| Miglior difensore  | Adam Larsson    |
| Miglior attaccante | Teemu Pulkkinen |

All-Star Team

| Attacco:  | Johan Larsson – Evgeni Kuznetsov – Teemu Pulkkinen |
| Difesa:   | Adam Clendening – Adam Larsson                     |
| Portiere: | Jack Campbell                                      |

## Prima Divisione
Il Campionato di Prima Divisione si è svolto in due gironi all'italiana. Il Gruppo A ha giocato a Herning, in Danimarca, fra il 12 e il 18 aprile 2010. Il Gruppo B ha giocato a Krynica, in Polonia, fra l'11 e il 17 aprile 2010:

### Gruppo A
| Pos. |               | PG | V | VOT | POT | P | GF | GS | DR  | Pt |
| 1.   | Norvegia      | 5  | 4 | 0   | 0   | 1 | 33 | 15 | +18 | 12 |
| 2.   | Danimarca     | 5  | 4 | 0   | 0   | 1 | 34 | 14 | +20 | 12 |
| 3.   | Giappone      | 5  | 3 | 0   | 0   | 2 | 27 | 25 | +2  | 9  |
| 4.   | Francia       | 5  | 3 | 0   | 0   | 2 | 21 | 21 | 0   | 9  |
| 5.   | Corea del Sud | 5  | 0 | 1   | 0   | 4 | 18 | 45 | -27 | 2  |
| 6.   | Austria       | 5  | 0 | 0   | 1   | 4 | 12 | 25 | -13 | 1  |

### Gruppo B
| Pos. |             | PG | V | VOT | POT | P | GF | GS | DR  | Pt |
| 1.   | Germania    | 5  | 5 | 0   | 0   | 0 | 51 | 2  | +49 | 15 |
| 2.   | Ungheria    | 5  | 3 | 0   | 1   | 1 | 19 | 17 | +2  | 10 |
| 3.   | Polonia     | 5  | 3 | 0   | 0   | 2 | 21 | 21 | 0   | 9  |
| 4.   | Kazakistan  | 5  | 2 | 0   | 0   | 3 | 9  | 16 | -7  | 6  |
| 5.   | Regno Unito | 5  | 1 | 1   | 0   | 3 | 13 | 24 | -11 | 5  |
| 6.   | Lituania    | 5  | 0 | 0   | 0   | 5 | 6  | 39 | -33 | 0  |

| Promosse nel Gruppo A:           | Norvegia | Germania |
| Retrocesse in Seconda Divisione: | Austria  | Lituania |

## Seconda Divisione
Il Campionato di Seconda Divisione si è svolto in due gironi all'italiana. Il Gruppo A ha giocato a Narva, in Estonia, fra il 13 e il 19 marzo 2010. Il Gruppo B ha giocato a Kiev, in Ucraina, fra il 22 e il 28 marzo 2010:

### Gruppo A
| Pos. |         | PG | V | VOT | POT | P | GF | GS | DR  | Pt |
| 1.   | Italia  | 5  | 5 | 0   | 0   | 0 | 55 | 3  | +52 | 15 |
| 2.   | Romania | 5  | 3 | 0   | 1   | 0 | 22 | 23 | -1  | 10 |
| 3.   | Croazia | 5  | 1 | 3   | 0   | 1 | 20 | 16 | -4  | 9  |
| 4.   | Serbia  | 5  | 1 | 0   | 1   | 3 | 11 | 19 | -8  | 4  |
| 5.   | Estonia | 5  | 1 | 0   | 1   | 3 | 17 | 32 | -15 | 4  |
| 6.   | Islanda | 5  | 1 | 0   | 0   | 4 | 12 | 44 | -32 | 3  |

### Gruppo B
| Pos. |             | PG | V | VOT | POT | P | GF | GS | DR  | Pt |
| 1.   | Slovenia    | 5  | 5 | 0   | 0   | 0 | 63 | 4  | +59 | 15 |
| 2.   | Ucraina     | 5  | 4 | 0   | 0   | 1 | 26 | 3  | +23 | 12 |
| 3.   | Spagna      | 5  | 2 | 1   | 0   | 2 | 17 | 22 | -5  | 8  |
| 4.   | Paesi Bassi | 5  | 2 | 0   | 1   | 2 | 14 | 27 | -13 | 7  |
| 5.   | Belgio      | 5  | 0 | 1   | 0   | 4 | 7  | 41 | -34 | 2  |
| 6.   | Australia   | 5  | 0 | 0   | 1   | 4 | 7  | 37 | -30 | 1  |

| Promosse in Prima Divisione:   | Italia  | Slovenia  |
| Retrocesse in Terza Divisione: | Islanda | Australia |

## Terza Divisione
Il Campionato di Terza Divisione si è svolto in due gironi all'italiana. Il Gruppo A ha giocato a Erzurum, in Turchia, fra l'8 e il 14 marzo 2010. Il Gruppo B ha giocato a Monterrey, in Messico, fra il 14 e il 20 marzo 2010:

### Gruppo A
| Pos. |               | PG | V | VOT | POT | P | GF | GS | DR  | Pt |
| 1.   | Cina          | 4  | 4 | 0   | 0   | 0 | 53 | 11 | +42 | 12 |
| 2.   | Turchia       | 4  | 2 | 1   | 0   | 2 | 33 | 13 | +20 | 8  |
| 3.   | Taipei cinese | 4  | 2 | 0   | 0   | 2 | 30 | 18 | +10 | 6  |
| 4.   | Bulgaria      | 4  | 1 | 0   | 1   | 2 | 24 | 22 | +2  | 4  |
| 5.   | Mongolia      | 4  | 0 | 0   | 0   | 4 | 2  | 78 | -76 | 0  |

### Gruppo B
| Pos. |               | PG | V | VOT | POT | P | GF | GS | DR  | Pt |
| 1.   | Nuova Zelanda | 4  | 4 | 0   | 0   | 0 | 26 | 16 | +10 | 15 |
| 2.   | Messico       | 4  | 3 | 0   | 0   | 1 | 15 | 11 | +4  | 9  |
| 3.   | Sudafrica     | 4  | 1 | 1   | 0   | 2 | 15 | 14 | +1  | 5  |
| 4.   | Israele       | 4  | 1 | 1   | 1   | 2 | 21 | 13 | +5  | 4  |
| 5.   | Irlanda       | 4  | 0 | 0   | 0   | 4 | 6  | 26 | -20 | 0  |

| Promosse in Seconda Divisione:      | Cina    | Nuova Zelanda |
| Retrocesse dalla Seconda Divisione: | Islanda | Australia     |